# Didier Boulaud
« Boulaud » redirige ici. Pour les articles homophones, voir Bouleau et Boulot.
Didier Boulaud, né le 4 septembre 1950 à Yzeure (Allier), est un homme politique français.

## Biographie
Instituteur et conseiller en formation continue du ministère de l'Éducation nationale, il devient directeur de cabinet du maire de Nevers (1983), puis il est élu maire de Nevers en 1993, à la mort de Pierre Bérégovoy. Il est député de la Nièvre de 1993 à 2001 puis sénateur de ce même département de septembre 2001 à septembre 2012 et président de la Communauté d'agglomération de Nevers depuis 2003 après avoir été le président du SIVOM de l'agglomération de Nevers de 1995 à 2003.
Spécialiste des questions de Défense, IHEDN 48, il a été vice-président de la commission de la Défense à l'Assemblée nationale de 1997 à 2001. Il a été à ce titre désigné par le Sénat pour siéger à la commission chargée de l'élaboration du Livre blanc sur la Défense et la Sécurité, jusqu'en avril 2008.
Membre de la Délégation pour l'Union européenne de la Haute Assemblée après l'avoir été à l'Assemblée nationale, il est chargé du suivi des pays des Balkans occidentaux (Bosnie-Herzégovine, Macédoine, Monténégro, Serbie) et en particulier du Kosovo dont il est le président délégué du groupe d'Amitié, fonction qu'il assure aussi avec la Malaisie, après avoir également occupé cette même responsabilité à l'Assemblée nationale.
Secrétaire du Sénat de 2004 à 2008, il est également membre de la Commission des affaires étrangères, de la défense et des forces armées et vice-président de cette commission de 2008 à 2012, membre de la délégation parlementaire au renseignement à partir de 2008  et membre de la commission de vérification des fonds spéciaux. Il est également rapporteur du budget du renseignement de 2006 à 2012.
Il est membre de l'Assemblée parlementaire de l'OTAN de 1998 à 2012.
Le 8 mai 2010, il remet sa démission du mandat de maire de Nevers au préfet qui l'accepte. Il affirme que sa décision, est « calculée et mesurée », que c'est une raison « strictement politique, à savoir passer le témoin en direction d'une nouvelle génération ». C'est son premier adjoint, Florent Sainte-Fare Garnot qui lui succède à l'issue du conseil municipal du 18 mai 2010. Il conserve cependant son mandat de conseiller municipal jusqu'aux prochaines élections municipales en 2014. Il reste également président de la Communauté d'agglomération de Nevers. Cette stratégie est cependant un échec : le parti socialiste ne réalise que 42 % des suffrages exprimés lors du second tour des élections municipales et perd la mairie de Nevers le 30 mars 2014.
Bien qu'il ait déclaré en 2010 ne pas vouloir se représenter à son poste de sénateur en 2011, il est à nouveau candidat et est réélu avec 52,36 % des voix à l'issue des élections sénatoriales de 2011 dans la Nièvre. Il démissionne de son mandat de sénateur le 19 septembre avec effet au 30 septembre 2012. Il avait prévu de laisser sa place un an après à Anne Emery-Dumas, élue lors d'une élection partielle en décembre de la même année.
Par décret du président de la République, en date du 3 juillet 2014, Didier Boulaud est nommé président du conseil d'administration de l'École du Louvre.

### Mandats
- de 8 mai 2010 à 2014 : conseiller municipal de Nevers (Nièvre)
- de 1993 au 8 mai 2010 : maire de Nevers
- de 1993 à 2001 : député de la première circonscription de la Nièvre
- de 2001 à 2012 : sénateur de la Nièvre
- depuis le 16 janvier 2019, Conciliateur de Justice de la Cour d’Appel de Paris auprès du Tribunal judiciaire de Fontainebleau

### Fonctions
- de 1983 à 1993 : directeur de cabinet du maire de Nevers, Pierre Bérégovoy
- d'avril 1989 à Mai 1993 : adjoint au maire de Nevers
- de 1997 à 2003 : président de l'ANACEJ (association nationale des conseils d'enfants et de jeunes)
- de 1997 à 2001 : vice-président de la commission de la Défense à l'Assemblée nationale
- de 2008 à 2012 : vice-président de la commission des Affaires étrangères, de la défense et des forces armées du Sénat
- de 1995 à 2003 : président du SIVOM de l'agglomération de Nevers
- de 2003 à 2014:  président de la Communauté d'agglomération de Nevers
- de 6 octobre 2004 à 30 septembre 2008 : secrétaire du Sénat
- de novembre 2012 à mars 2014 : secrétaire national à la Défense et aux anciens combattants du Parti Socialiste
  - depuis le 3 juillet 2014 jusqu'au 4 septembre 2015 président du conseil d'administration de l'École du Louvre

## Distinctions
- 2015 :  Chevalier de la Légion d'honneur[6]